# Liste der Klassischen Philologen an der Ruprecht-Karls-Universität Heidelberg
Die Liste der Klassischen Philologen an der Ruprecht-Karls-Universität Heidelberg zählt namhafte Hochschullehrer des Faches Klassische Philologie auf, die an der Ruprecht-Karls-Universität Heidelberg wirkten und wirken.

## Geschichte
Die Klassische Philologie wurde in Heidelberg durch den Philologen und Archäologen Friedrich Creuzer (1771–1858) begründet, der seit 1804 den Lehrstuhl für Philologie und alte Geschichte innehatte. Er gründete 1807 nach dem Vorbild der Universitäten Göttingen und Halle das Philologische Seminar, das von 1809 bis 1818 mit einem Pädagogischen Seminar verbunden war. Das Philologische Seminar diente vorrangig der Lehrerausbildung, stellte aber auch eine akademische Ausbildungsstätte dar. Nach seiner ursprünglichen Ordnung bestand es aus zehn studentischen Mitgliedern, von denen sieben aus Baden kommen mussten; die übrigen drei Plätze wurden an auswärtige Studenten vergeben. Die Seminarmitglieder erhielten ein jährliches Stipendium von 50 Gulden. Neben Creuzer wirkten an der Universität von 1806 bis 1822 Heinrich Voß, von 1807 bis 1811 August Boeckh und von 1821 bis 1872 Johann Christian Felix Bähr als Professoren. Nach Creuzers Eintritt in den Ruhestand (1845) ging die Seminarleitung an seinen Kollegen Bähr über. Creuzers Nachfolger Karl Zell war ebenfalls Professor für Philologie und Archäologie.
Mit der Etablierung der neuen Philologien (Germanistik, Anglistik) um 1852 wurde das Philologische Seminar zum Klassisch-Philologischen Seminar umbenannt. 1865 wurde das Seminar auf Hermann Köchlys Initiative neu organisiert: Die Beschränkung der Mitgliederzahl wurde aufgehoben und alle Studenten der Klassischen Philologie durften an den Übungen des Seminars teilnehmen. Das Seminar verfügte über einen eigenen Etat, eigene Räume und eine eigene Bibliothek.
Die Archäologie war zu dieser Zeit noch am Philologischen Seminar angesiedelt, aber 1866 wurde ein eigenständiges Archäologisches Institut eingerichtet, in dem auch Alte Geschichte und Kunstgeschichte gelehrt wurden (siehe Liste der Klassischen Archäologen an der Ruprecht-Karls-Universität Heidelberg und Liste der Althistoriker an der Ruprecht-Karls-Universität Heidelberg). Die Alte Geschichte erhielt erst 1891 ein eigenes Institut. Im Zuge der Reform der Philosophischen Fakultät wurde 1877 die Zahl der Lehrstühle für Klassische Philologie auf zwei festgelegt. Am Seminar wurde 1878 eine Assistentenstelle eingerichtet, die erste Assistentenstelle an der Universität, deren erster Inhaber Samuel Brandt bis 1919 an der Universität wirkte.
Nach Köchlys Tod (1876) war sein Nachfolger Fritz Schöll über 40 Jahre lang Professor in Heidelberg. Neben ihm wirkte ebenso lange der Direktor des Lyceums, Köchlys Freund Gustav Uhlig, als Honorarprofessor für Philologie an der Universität. Uhlig war der erste Vertreter der wissenschaftlichen Pädagogik und Didaktik an der Universität Heidelberg. Der bedeutendste Fachvertreter im späten 19. Jahrhundert war Erwin Rohde, ein ausgewiesener Kenner der griechischen Literatur und Kultur, der auf dem Gebiet der Literaturwissenschaft und der Religionswissenschaft neue Bahnen einschlug und mit seinen Schülern großen Einfluss auf die Klassische Philologie ausübte. Rohde blieb in Heidelberg bis zu seinem Tod 1898.
Um die Jahrhundertwende wurde auch eine Nachbardisziplin der Altertumswissenschaften in Heidelberg zusehends wichtig: die Papyrologie. Durch den Ankauf von Papyri und Ostraka baute die Universität ab 1897 kontinuierlich eine Papyrussammlung auf, die vor allem auf die Initiative des Oberbibliothekars und Honorarprofessors Karl Zangemeister zurückging. Im 20. Jahrhundert machten sich Otto Gradenwitz, Friedrich Preisigke, Gustav Adolf Gerhard, Friedrich Bilabel und Karl Preisendanz um den Aufbau und die wissenschaftliche Erschließung der Papyrussammlung verdient.
Die Lehrstuhlinhaber der ersten Hälfte des 20. Jahrhunderts setzten verschiedene Forschungsschwerpunkte. Otto Crusius vertrat eine breit angelegte Altertumswissenschaft, Albrecht Dieterich, Otto Weinreich und Karl Meister betrieben Sprachforschung und Religionswissenschaft, Franz Boll erforschte außerdem die antike Astrologie und Astronomie. Ab 1925 war mit Otto Regenbogen ein Wilamowitz-Schüler an der Universität tätig, der sich für ein neues Verständnis der Antike im Sinne von Werner Jaegers Drittem Humanismus starkmachte. Regenbogen wurde in der Zeit des Nationalsozialismus wegen seiner jüdischen Ehefrau 1935 seines Amtes enthoben und durch Hildebrecht Hommel ersetzt. Im selben Jahr wurde auch dem Honorarprofessor Samuel Brandt wegen seiner jüdischen Herkunft die Lehrbefugnis entzogen, obwohl er bereits seit 1919 keine Vorlesungen mehr hielt.
In der Zeit nach dem Zweiten Weltkrieg differenzierte sich das Heidelberger Seminar für Klassische Philologie weiter aus. 1957 gründete Walther Bulst das Seminar für Lateinische Philologie des Mittelalters, das seitdem als eigenständiges Institut existiert. Die langjährigen Lehrstuhlinhaber für Klassische Philologie Otto Regenbogen, Viktor Pöschl, Uvo Hölscher, Franz Dirlmeier, Albrecht Dihle und Michael von Albrecht gehörten zu den angesehensten Fachvertretern ihrer Generation. Das Seminar hatte zeitweise vier Lehrstühle für Klassische Philologie. 1981 wurde für das Heidelberger Institut für Papyrologie ein eigener Lehrstuhl geschaffen, den zuerst Dieter Hagedorn innehatte.
1981 wurde auch ein Lehrstuhl für Lateinische und Griechische Sprachwissenschaft umgewidmet und ist damit in Deutschland der einzige Lehrstuhl mit dieser Lehrumschreibung. Der erste Lehrstuhlinhaber nach der Umwidmung war Hubert Petersmann. Der (zweite) Lehrstuhl für Griechische Philologie wurde zur griechischen Literaturwissenschaft bestimmt. Daneben existiert noch ein Lehrstuhl für lateinische Literaturwissenschaft.

## Liste der Klassischen Philologen
Angegeben ist in der ersten Spalte der Name der Person und ihre Lebensdaten, in der zweiten Spalte wird der Eintritt in die Universität angegeben, in der dritten Spalte das Ausscheiden. Spalte vier nennt die höchste an der Universität Heidelberg erreichte Position. An anderen Universitäten kann der entsprechende Dozent eine noch weitergehende wissenschaftliche Karriere gemacht haben. Die nächste Spalte nennt Besonderheiten, den Werdegang oder andere Angaben in Bezug auf die Universität oder das Institut. In der letzten Spalte stehen Bilder der Dozenten.
| Wissenschaftler                                    | von       | bis       | Funktionen                  | Bemerkungen | Bild |
| -------------------------------------------------- | --------- | --------- | --------------------------- | --- | ---- |
| Johann Friedrich Abegg (1765–1840)                 | 1790      | 1794      | Extraordinarius             | außerordentlicher Professor für Klassische Philologie; wechselte ins Pfarramt; ab 1818 wieder an der Theologischen Fakultät der Universität Heidelberg |      |
| Friedrich Creuzer (1771–1859)                      | 1804      | 1845      | Ordinarius                  | Professor für Philologie und Archäologie, gründete 1807 das Philologische Seminar; vertrat in Lehre und Forschung ein umfassendes Konzept der Altertumswissenschaft; befreundet mit Goethe und Brentano                                                                                  |      |
| Karl Philipp Kayser (1773–1827)                    | 1805      | 1827      | Extraordinarius             | Professor am Heidelberger Gymnasium, ab 1820 Direktor; zugleich Privatdozent, ab 1819 außerordentlicher Professor an der Universität |      |
| Heinrich Voß (1779–1822)                           | 1806      | 1822      | Ordinarius                  | Sohn des berühmten Schriftstellers Johann Heinrich Voß, außerordentlicher Professor für Griechische Literatur, 1809 persönlicher Ordinarius |      |
| August Boeckh (1785–1867)                          | 1807      | 1811      | Ordinarius                  | Oktober 1807 Privatdozent und kurz darauf Extraordinarius, 1809 Ordinarius; Schüler von Friedrich August Wolf in Halle, Vertreter der Philologie als umfassender Altertumswissenschaft; wechselte an die neugegründete Universität zu Berlin                                             |      |
| Johann Christian Felix Bähr (1798–1872)            | 1820      | 1872      | Ordinarius                  | Schüler Creuzers, Privatdozent, 1821 außerordentlicher, 1823 ordentlicher Professor der Philologie, 1832–1872 Oberbibliothekar, 1845–1868 Leiter des Philologischen Seminars; Spezialist für griechische, römische und christliche Literaturgeschichte                                   |      |
| Karl Friedrich Hermann (1804–1855)                 | 1826      | 1832      | Privatdozent                | Spezialist für griechische und römische Kultur- und Philosophiegeschichte; wechselte nach Marburg, später nach Göttingen |      |
| Ludwig Le Beau (1805–1878)                         | 1831 1859 | 1834 1878 | Privatdozent                | Theologe und Philologe, Privatdozent der Klassischen Philologie 1831–1834 und 1859–1878, dazwischen Pfarrer an verschiedenen Orten |      |
| Karl Ludwig Kayser (1808–1872)                     | 1832      | 1872      | Ordinarius                  | Privatdozent, 1841 außerordentlicher Professor, 1845 Mitdirektor des Seminars, 1863 Ordinarius; Spezialist für homerische Epen und antike Rhetorik |      |
| Leonhard Spengel (1803–1880)                       | 1841      | 1847      | Ordinarius                  | Spezialist für griechische Rhetorik und Philosophie; wechselte nach München |      |
| Karl Zell (1793–1873)                              | 1846      | 1855      | Ordinarius                  | Nachfolger Creuzers, Professor für Archäologie und Philologie; wechselte nach Freiburg |      |
| Johann Ernst Arminius von Rauschenplat (1807–1868) | 1848      | 1850      | Extraordinarius             | außerordentlicher Professor für Klassische Philologie; Politiker |      |
| Fridegar Mone (1829–1900)                          | 1855      | 1860      | Privatdozent                | Archivar, lehrte Philologie und Geschichte; wechselte als Gymnasiallehrer nach Rastatt |      |
| Hermann Köchly (1815–1876)                         | 1864      | 1876      | Ordinarius                  | reformierte das Seminar; Spezialist für griechische Epik und antike Kriegsschriftsteller |      |
| Alexander Riese (1840–1924)                        | 1864      | 1868      | Extraordinarius             | Privatdozent und Gymnasiallehrer in Heidelberg, 1868 außerordentlicher Professor; Spezialist für römische Dichter; wechselte nach Frankfurt am Main |      |
| Otto Ribbeck (1827–1898)                           | 1872      | 1877      | Ordinarius                  | Nachfolger Kaysers; Ritschl-Schüler, Textkritiker und Spezialist für römische Literatur (besonders Bühnendichtung und Vergil); wechselte nach Leipzig |      |
| Gustav Uhlig (1838–1914)                           | 1872      | 1914      | Honorarprofessor            | Direktor des Lyceums, außerordentlicher Professor, ab 1878 Honorarprofessor; Spezialist für griechische Grammatiker; hielt Vorlesungen über antike Literatur, Enzyklopädie und Methodologie der Philologie sowie über Pädagogik und Didaktik                                             |      |
| Johann Carl Schmitt-Blank (1824–1880)              | 1874      | 1879      | Privatdozent                | Professor am Lyceum, 1874 habilitiert für Klassische Philologie |      |
| Samuel Brandt (1848–1938)                          | 1877      | 1919      | Honorarprofessor            | Privatdozent und Assistent am Klassisch-Philologischen Seminar, 1883 etatsmäßiger außerordentlicher Professor, 1904 Honorarprofessor, 1908 ordentlicher Honorarprofessor; Spezialist für lateinische christliche Schriftsteller                                                          |      |
| Fritz Schöll (1850–1919)                           | 1877      | 1918      | Ordinarius                  | Nachfolger Ribbecks, wie dieser Ritschl-Schüler; Spezialist für römische Sprachwissenschaft, Komödie und Grammatik |      |
| Kurt Wachsmuth (1837–1905)                         | 1877      | 1886      | Ordinarius                  | Nachfolger Köchlys, vertrat eine umfassende Altertumswissenschaft; Spezialist für griechische Geschichte, Topographie und Chronologie; wechselte nach Leipzig |      |
| Erwin Rohde (1845–1898)                            | 1886      | 1898      | Ordinarius                  | Nachfolger Wachsmuths; Ritschl-Schüler, beschäftigte sich mit der antiken Literatur, Kultur, Religion und Geistesgeschichte |      |
| Karl Zangemeister (1837–1902)                      | 1891      | 1902      | Honorarprofessor            | ab 1873 Oberbibliothekar, ab 1891 Honorarprofessor für Epigraphik; gründete die Heidelberger Papyrussammlung |      |
| Otto Crusius (1857–1918)                           | 1898      | 1903      | Ordinarius                  | Nachfolger Rohdes, Ribbeck- und Ritschl-Schüler; Herausgeber des Philologus, beschäftigte sich mit unterschiedlichsten Aspekten der antiken Kultur und Literatur; wechselte nach München                                                                                                 |      |
| Gustav Adolf Gerhard (1878–1918)                   | 1901      | 1913      | Extraordinarius             | Mitarbeiter der Papyrussammlung, 1907 habilitiert, 1911 außerordentlicher Professor; Spezialist für griechische Papyri und Literatur; wechselte nach Czernowitz |      |
| Albrecht Dieterich (1866–1908)                     | 1903      | 1908      | Ordinarius                  | Nachfolger Crusius’, Usener-Schüler; Spezialist für antike Religionswissenschaft und Volkskunde |      |
| Franz Boll (1867–1924)                             | 1908      | 1924      | Ordinarius                  | Nachfolger Dieterichs; Spezialist für antike Astrologie und Astronomie |      |
| Eugen Fehrle (1880–1957)                           | 1909      | 1945      | Ordinarius                  | Dieterich-Schüler, Religionswissenschaftler; Lektor für Griechisch und Latein, 1913 habilitiert, 1919 außerordentlicher Professor, 1926 Lehrauftrag für Volkskunde, 1934 persönlicher Ordinarius, 1936 Lehrstuhlinhaber für Volkskunde; als exponierter Nationalsozialist 1945 entlassen |      |
| Friedrich Preisigke (1856–1924)                    | 1915      | 1924      | Honorarprofessor            | Mitarbeiter der Papyrussammlung und Honorarprofessor für Papyruswissenschaft; veröffentlichte grundlegende Editionen und Lexika |      |
| Karl Preisendanz (1883–1968)                       | 1917      | 1968      | Honorarprofessor            | Mitarbeiter der Papyrussammlung, 1917 Titular-Professor, 1937 Honorarprofessor für Papyruskunde, 1939–1945 Direktor der Universitätsbibliothek Heidelberg |      |
| Otto Weinreich (1886–1972)                         | 1918      | 1921      | Ordinarius                  | Nachfolger Schölls; Religionswissenschaftler; wechselte nach Tübingen |      |
| Karl Meister (1880–1963)                           | 1921      | 1949      | Ordinarius                  | Nachfolger Weinreichs; Spezialist für griechische und lateinische Sprachwissenschaft und Stilistik sowie Ethik und Religiosität der Römer |      |
| Hermann Ostern (1883–1944)                         | 1925      | 1939      | Lehrbeauftragter            | Gymnasiallehrer in Heidelberg und Durlach, Herausgeber der Zeitschrift Das humanistische Gymnasium; Lehrauftrag für griechische Stilübungen |      |
| Otto Regenbogen (1891–1966)                        | 1925 1945 | 1935 1959 | Ordinarius                  | Nachfolger Bolls; Wilamowitz-Schüler, Propagator des Dritten Humanismus; 1935–1945 amtsenthoben; verdient um den Erhalt der Universität nach dem Zweiten Weltkrieg |      |
| Hans Oppermann (1895–1982)                         | 1928      | 1934      | Assistent                   | Assistent und Privatdozent, 1932 Titel eines außerordentlichen Professors; Spezialist für römische Literatur und Antikenrezeption; wechselte nach Freiburg, später nach Straßburg und Hamburg-Altona                                                                                     |      |
| Hermann Gundert (1909–1974)                        | 1934      | 1942      | Dozent                      | Regenbogen-Schüler, 1934 Assistent, 1939 habilitiert und Dozent, 1941 außerplanmäßiger Beamter; wechselte nach Freiburg |      |
| Hildebrecht Hommel (1899–1996)                     | 1937      | 1945      | Ordinarius                  | Nachfolger Regenbogens; Spezialist für römische Religion; 1945 entlassen, wechselte nach Berlin und später nach Tübingen |      |
| Heinrich Hiedell (1910–1969)                       | 1942      | 1969      | Akademischer Oberrat        | Assistent, später Lektor und Akademischer Oberrat |      |
| Walther Bulst (1899–1986)                          | 1945      | 1967      | Ordinarius                  | Lateindozent, 1949 habilitiert, 1953 Extraordinarius und 1958 Ordinarius für Lateinische Philologie des Mittelalters; gründete 1957 das Seminar für Lateinische Philologie des Mittelalters                                                                                              |      |
| Ernst Siegmann (1915–1981)                         | 1948      | 1960      | außerplanmäßiger Professor  | Snell-Schüler; Assistent, 1953 habilitiert, 1959 apl. Prof.; wechselte nach Würzburg |      |
| Viktor Pöschl (1910–1997)                          | 1950      | 1976      | Ordinarius                  | Nachfolger Meisters, Regenbogen-Schüler; Spezialist für römische Dichtung und Staatskunde |      |
| Annemarie Jeanette Neubecker (1908–2001)           | 1955      | 1975      | Lehrbeauftragte             | Leiterin der Seminarbibliothek und Lehrbeauftragte; Spezialistin für altgriechische Musik |      |
| Paul Händel (1927–2011)                            | 1956      | 1964      | außerplanmäßiger Professor  | Wissenschaftlicher Assistent, 1957 habilitiert, 1963 apl. Prof.; Spezialist für griechische Dichtung; wechselte nach Innsbruck |      |
| Antonie Wlosok (1930–2013)                         | 1958      | 1968      | Privatdozentin              | Spezialistin für lateinische Literatur der Kaiserzeit und Spätantike; wechselte nach Kiel, später nach Mainz |      |
| Franz Dirlmeier (1904–1977)                        | 1959      | 1970      | Ordinarius                  | Nachfolger Regenbogens; Spezialist für griechische Philosophie, besonders Aristoteles |      |
| Uvo Hölscher (1914–1996)                           | 1962      | 1970      | Ordinarius                  | Spezialist für griechische Literatur, bedeutender Fachtheoretiker (Die Chance des Unbehagens, Das nächste Fremde) |      |
| Michael von Albrecht (* 1933)                      | 1964      | 1998      | Ordinarius                  | Professor für Lateinische Literaturwissenschaft; beschäftigte sich mit der römischen Literatur und ihrer neuzeitlichen Rezeption |      |
| Hans Armin Gärtner (1930–2022)                     | 1964      | 1996      | Professor                   | Akademischer Rat, 1967 Oberrat, 1971 habilitiert, 1973 Wissenschaftlicher Rat und Professor, 1978 C3-Professor; Spezialist für antike Literatur und Erzähltechnik |      |
| Ernst A. Schmidt (* 1937)                          | 1964      | 1979      | außerplanmäßiger Professor  | Dirlmeier-Schüler; Assistent, 1969 habilitiert, 1970 Universitätsdozent und Lehrstuhlvertreter für Dirlmeier, 1973 apl. Prof.; wechselte nach Tübingen |      |
| Wilfried Stroh (1939–2025)                         | 1964      | 1976      | außerplanmäßiger Professor  | Assistent, 1972 habilitiert, Universitätsdozent und apl. Prof.; Spezialist für lateinische Literatur und Rhetorik von der Antike bis zur Neuzeit sowie für gesprochenes Latein; wechselte nach München                                                                                   |      |
| Herwig Görgemanns (* 1931)                         | 1965      | 1997      | Ordinarius                  | 1965 habilitiert und Universitätsdozent, 1972 Ordinarius für Griechische Philologie, Spezialist für griechische philosophische Prosa |      |
| Hans-Joachim Glücklich (* 1941)                    | 1966      | 2009      | Honorarprofessor            | Assistent, 1969 Lehrbeauftragter, 1982 Honorarprofessor für Fachdidaktik der alten Sprachen in Heidelberg |      |
| Egon Römisch (1909–1976)                           | 1970      | 1976      | Honorarprofessor            | Leiter des Studienseminars Heidelberg, Fachdidaktiker, zuvor bis 1955 Lehrbeauftragter; Honorarprofessor für Fachdidaktik der alten Sprachen |      |
| Fritz-Heiner Mutschler (* 1946)                    | 1973      | 1993      | Professor auf Zeit          | Assistent, 1982 Professor auf Zeit, 1988–1992 Gastdozent in China; Spezialist für römische Literatur; wechselte nach Dresden |      |
| Albrecht Dihle (1923–2020)                         | 1974      | 1989      | Ordinarius                  | Nachfolger Hölschers, wie dieser bedeutender Fachtheoretiker; Spezialist für griechische und orientalische Geistesgeschichte, Literatur der Kaiserzeit und Humanismus |      |
| Dieter Hagedorn (* 1936)                           | 1981      | 2001      | Ordinarius                  | Professor für Papyrologie und Leiter des Instituts für Papyrologie |      |
| Hubert Petersmann (1940–2001)                      | 1981      | 2001      | Ordinarius                  | Nachfolger Pöschls; Spezialist für römische Literaturgeschichte und Sprachwissenschaft |      |
| Werner Schubert (* 1953)                           | 1981      |           | außerplanmäßiger Professor  | Wissenschaftlicher Angestellter bei Hubert Petersmann, 1986 Stipendiat, 1988 habilitiert, 1989 Hochschuldozent; Spezialist für lateinische Literatur der Kaiserzeit, Komparatistik und Antikenrezeption in der neueren Musik                                                             |      |
| Glenn W. Most (* 1952)                             | 1991      | 2001      | Ordinarius                  | Nachfolger Dihles; Spezialist für Editionstechnik; wechselte nach Pisa |      |
| Catherine Trümpy (* 1956)                          | 1991      |           | außerplanmäßige Professorin | Privatdozentin, 2004 apl. Prof.; Spezialistin für griechische Sprachwissenschaft, insbesondere Linear B |      |
| Sabine Grebe (1959–2009)                           | 1997      | 2005      | Privatdozentin              | Spezialistin für römische Dichtung; wechselte an die University of Guelph in Kanada |      |
| Melanie Möller (* 1972)                            | 1998      | 2015      | Privatdozentin              | Wissenschaftliche Angestellte, 2004–2011 Assistentin, 2009 habilitiert; Spezialistin für römische Literatur und Rhetorik sowie Antikenrezeption |      |
| Roman Müller (* 1971)                              | 1998      |           | Privatdozent                | Lehrbeauftragter, 2001 habilitiert |      |
| Jürgen Paul Schwindt (* 1961)                      | 2000      |           | Ordinarius                  | Nachfolger von Albrechts; Spezialist für römische Literatur, Geschichte der Klassischen Philologie und Literaturtheorie |      |
| Gerrit Kloss (* 1961)                              | 2003      |           | Ordinarius                  | Nachfolger Petersmanns; Spezialist für Lateinische und Griechische Sprachwissenschaft |      |
| Andrea Jördens (* 1958)                            | 2004      |           | Ordinaria                   | Professor für Papyrologie und Leiter des Instituts für Papyrologie, Nachfolgerin Hagedorns; Spezialistin für griechischsprachige dokumentarische Papyrustexte aus Ägypten |      |
| Lothar Willms (* 1974)                             | 2004      |           | Privatdozent                | Spezialist für antikes Drama und Philosophie, historische Sprachwissenschaft sowie Rezeptions- und Übersetzungsforschung |      |
| Jonas Grethlein (* 1978)                           | 2008      |           | Ordinarius                  | Professor für Griechische Literaturwissenschaft; Spezialist für antike Epik, Geschichtsschreibung und Erzählforschung |      |